# IB 스포츠 (2004~2006년 기업)
IB 스포츠는 국내외 스포츠 중계권 판매 및 스포츠 마케팅 컨설팅 및 각종 스포츠 대회 개최를 서비스하는 스포츠마케팅 회사이다.

## 같이 보기
- IB 스포츠